# Festivalul Qixi

Festivalul Qixi, de asemenea cunoscut ca  Festivalul Qiqiao, este un festival chinezesc care sărbătorește întâlnirea anuală a Văcarului și Țesătoarea în mitologie. Se încadrează în a VII-a zi a celei de-a VII-a luni lunare din calendarul chinezesc.
Festivalul a provenit din legenda romantică a doi iubiți, Zhinü și Niulang, care erau fată de țesător și, respectiv, văcar. Povestea Văcarului și a Țesătoarei a fost sărbătorită în cadrul Festivalului Qixi încă din timpul dinastiei Han. Cea mai timpuriu cunoscută referire la acest mit faimos datează din urmă cu peste 2600 de ani în urmă, fapt ce a fost spus într-un poem din Clasicul poeziei. Festivalul Qixi a inspirat festivalul Tanabata din Japonia și festivalul Chilseok din Coreea.
Festivalul a fost denumit în mod diferit de Festivalul Dublei a Șaptea, Ziua Îndrăgostiților, Noaptea lui Sevens sau Festivalul Coțofană.